# كينغدوم هارتس 3D: دريم دروب ديستنس
كينغدوم هارتس 3D: دريم دروب ديستنس (بالإنجليزية: Kingdom Hearts 3D: Dream Drop Distance ، باليابانية: キングダム ハーツ 3D [ドリーム ドロップ ディスタンス] هي لعبة أكشن وتقمص أدوار من تطوير ونشر سكوير إنكس التي صدرت حصراً على نينتيندو 3DS، وكُشف عنها في معرض E3 عام 2010. وهي اللعبة السابعة من سلسلة ألعاب كينغدوم هارتس، صدرت في اليابان في عام 29 مارس 2012. أما في أوروبا فقد صدرت في 20 يوليو 2012، ثم في 26 يوليو في أستراليا، وأخيرًا في 31 يوليو في أمريكا الشمالية.
بعد أحداث كينغدوم هارتس ري:كوديد، ركزت اللعبة على سورا وريكو في حماية العوالم المتوازية للإستعداد لعودة ماستر زيانورت، وإلى جانب التحكم في اثنين من الشخصيات عبر سيناريو واحد، فإن اللاعب قادر على تجنيد المخلوقات المعروفة باسم (Dream Eaters) (آكلوا الأحلام) القادرة على المساعدة في المعارك.
موظفين سكوير إنكس قرروا تطوير لعبة دريم دروب ديستنس بعد أن أعجبوا بجودة النينتندو 3DS. واستفادوا من وظائف وحدة التحكم ، وقاموا بزيادة عناصر الإثارة من السلسلة على أساس النظام السابق في كينجدوم هارتس بيرث باي سليب.
بيع من اللعبة في اليابان وفي الولايات المتحدة أكثر من 250 و180 ألف نسخة لأول مرة على التوالي. أعلن في سبتمبر عام 2015 في معرض ألعاب طوكيو عن نسخة عالية الجودة منها على بليستيشن 4.

## روابط خارجية
- Kingdom Hearts 3D: Dream Drop Distance Japan official site
- Kingdom Hearts 3D: Dream Drop Distance Europe and North America official site نسخة محفوظة 20 فبراير 2016 على موقع واي باك مشين.
- كينغدوم هارتس 3D: دريم دروب ديستنس على موقع IMDb (الإنجليزية)